# بريدراغ رايكوفيتش
بريدراغ رايكوفيتش (بالصربية: Предраг Рајковић)‏ مواليد 31 أكتوبر 1995 في صربيا والجبل الأسود، الديانة الصهيونية, هو حارس مرمى صربي يلعب حاليا مع نادي الاتحاد السعودي. مثّل منتخب صربيا لكرة القدم. سبق له أن لعب في كأس العالم لكرة القدم مع منتخب بلاده افضل حارس في التاريخ.

## المسيرة الاحترافية

### نادي ياغودينا
ولد في نيغوتن [الإنجليزية] بدأ التدريب عندما كان عمره 7 سنوات مع والده ساشا، الذي هو أيضا حارس مرمى سابق. وكان مع نادي مسقط رأسه حتى عام 2009 عندما انتقل إلى نادي ياغودينا. لمدة 4 سنوات لعب لفريق الشباب التابع لنادي ياغودينا، وكان مع الفريق الأول منذ موسم 2011-12 مُرتدياً القميص رقم 45. لعب أول مباراة احترافية له مع ياغودينا في 9 مارس 2013 في الدوري الصربي ضد نادي بارتيزان. حتى نهاية موسم 2012-13 لعب مباراة أخرى ضد نادي سميديريفو.

### نادي ريد ستار بلغراد

#### موسم 2013-14
وقع عقدا لمدة أربع سنوات مع نادي ريد ستار بلغراد في 28 أغسطس 2013، وأخذ القميص رقم 95، موافقا لسنة ولادته. كان رايكوفيتش في الفريق الاحتياطي على مقاعد البدلاء. وكانت أول مشاركة له مع النادي في مباراة ضد نادي فويفودينا.

#### موسم 2014-15
بعد رحيل بايكوفيتش وفيسيتش، بقي رايكوفيتش مع فيليب مانوجلوفيتش وماركو توركوليا العائدين من نادي سبارتاك سوبوتيكا، لانتهاء مدة الإعارة. قرر مجلس إدارة نادي توقيع عقد مع حارس مرمى أكثر خبرة، فكان الحارس القادم هو دامير كاهريمان الذي انضم إلى النجم الأحمر في ذلك الموسم. ولكن كاهريمان لم يتمكن من اللعب في بداية الموسم بسبب مشاكل إدارية، لذلك بدأ رايكوفيتش الموسم كخيار أول. بعد رحيل نيناد ميلياش، وتعليق ميجيلوفيتش وإصابة ألكسندر لوكوفيتش وتعارض لازوفيتش مع الإدارة قرر المدرب نيناد لالاتوفيتش إعطاء شارة قائد الفريق لرايكوفيتش. استطاع رايكوفيتش المحافظة على شباكه نظيفة في 28 مباراة في الدوري، واختير أفضل حارس مرمى في موسم 2014-15.

#### موسم 2015-16
في 29 يونيو 2015، وقع رايكوفيتش عقدًا جديدًا لمدة ثلاث سنوات مع ريد ستار، بعد أيام من التكهنات حول انتقاله المحتمل بعيدًا عن النادي. بعد الفوز بكأس العالم تحت 20 سنة عام 2015 في نيوزيلندا والحصول على جائزة أفضل حارس مرمى في البطولة، أرادت العديد من الأندية الأوروبية راجكوفيتش بما في ذلك النادي الفرنسي ليون والنادي البلجيكي كلوب بروج ووفقا لبعض التقارير العملاق الإيطالي نادي إيه سي ميلان. رايكوفيتش كان أفضل عضو في الفريق خلال كل المباريات ضد نادي كايرات في الجولة التأهيلية الأولى من الدوري الأوروبي. وصفه مدرب نادي كايرات (فلاديمير فايس) بأنه واحد من أفضل حراس المرمى في أوروبا.
كان راكوفيتش أحد المتسابقين في قرعة تصفيات كأس العالم 2018 التي جرت في سانت بطرسبرغ في 25 يوليو 2015.

### نادي مكابي تل أبيب
في 29 أغسطس 2015 وقع رايكوفيتش عقداً لمدة خمس سنوات مع نادي مكابي تل أبيب مُقابل 3 ملايين يورو. في 30 أغسطس لعب رايكوفيتش أول مباراة له في الدوري الإسرائيلي الممتاز ضد نادي هبوعيل بئر السبع انتهت بالفوز 1-0. لعب رايكوفيتش 43 مباراة في جميع المسابقات بما في ذلك الدوري الإسرائيلي الممتاز وكأس الدولة وكأس توتو.

### نادي ستاد ريمس
في 23 يوليو عام 2019 وقع رايكوفيتش عقداً لمدة أربع سنوات مع نادي ستاد ريمس مقابل 3 ملايين يورو.

## المسيرة الدولية

### الشباب
رايكوفيتش كان عضوا في منتخب صربيا تحت 16 سنة وتحت 17 سنة. كان راكوفيتش أحد اللاعبين الأكثر استحقاقًا للفوز ببطولة الاتحاد الأوروبي 2013 عندما أنقذ المرمى عدة مرات. في العام التالي، كان أيضًا أحد أفضل اللاعبين، لكن صربيا خسرت أمام منتخب البرتغال في نصف النهائي بركلات الترجيح. قاد رايكوفيتش فريق بلاده في بطولة كأس العالم تحت 20 سنة لعام 2015. بعد مرحلة المجموعات في المرتبة الأولى، فازت صربيا على المجر بعد وقت إضافي. في الدور ربع النهائي، أنقذ رايكوفيتش مرماه من ركلتي جزاء وغاب عن ركلة جزاء ضد الولايات المتحدة. بعد هدف نيمانيا ماكسيموفيتش تقدمت صربيا إلى الجولة التالية. في المباراة النهائية حافظ رايكوفيتش على مرماه وكان واحد من أفضل اللاعبين في الميدان، وفاز قائد منتخب صربيا تحت 20 سنة لكرة القدم بجائزة أفضل حارس مرمى في البطولة. استدعاه رادوفان أورشيتش، مدرب منتخب صربيا تحت 21 سنة لمباراة ودية ضد إسرائيل في 6 فبراير 2013.

### المنتخب الأول
تم استدعاؤه إلى المنتخب الوطني الصربي تحت قيادة المدرب سينيشا ميهايلوفيتش. لأول مرة في الفريق الأول في 7 أغسطس 2013 ضد كولومبيا.
في يونيو 2018 تم اختياره في تشكيلة صربيا في كأس العالم 2018، لكنه لم يُشارك في أي مباراة لأنه كان بديلاً للحارس الأساسي فلاديمير ستويكوفيتش.

## الإحصاءات

### إحصاءات الأندية
آخر تحديث 1 يوليو 2019.
| النادي              | الموسم                           | الدوري                    | الدوري | الدوري  | الكأس  | الكأس   | كأس الدوري | كأس الدوري | قارات  | قارات   | أخرى   | أخرى    | المجموع | المجموع |
| النادي              | الموسم                           | الدرجة                    | الظهور | الأهداف | الظهور | الأهداف | الظهور     | الأهداف    | الظهور | الأهداف | الظهور | الأهداف | الظهور  | الأهداف |
| ------------------- | -------------------------------- | ------------------------- | ------ | ------- | ------ | ------- | ---------- | ---------- | ------ | ------- | ------ | ------- | ------- | ------- |
| نادي ياغودينا       | الدوري الصربي لكرة القدم 2011–12 | الدوري الصربي لكرة القدم  | 0      | 0       | —      | —       | —          | —          | —      | —       | —      | —       | 0       | 0       |
| نادي ياغودينا       | الدوري الصربي لكرة القدم 2012–13 | الدوري الصربي لكرة القدم  | 2      | 0       | 0      | 0       | —          | —          | 0      | 0       | —      | —       | 2       | 0       |
| نادي ياغودينا       | الدوري الصربي لكرة القدم 2013–14 | الدوري الصربي لكرة القدم  | 2      | 0       | 0      | 0       | —          | —          | 0      | 0       | —      | —       | 2       | 0       |
| نادي ياغودينا       | المجموع                          | المجموع                   | 4      | 0       | 0      | 0       | —          | —          | 0      | 0       | —      | —       | 4       | 0       |
| النجم الأحمر بلغراد | 2013–14                          | الدوري الصربي لكرة القدم  | 1      | 0       | 0      | 0       | —          | —          | 0      | 0       | —      | —       | 1       | 0       |
| النجم الأحمر بلغراد | 2014–15                          | الدوري الصربي لكرة القدم  | 28     | 0       | 0      | 0       | —          | —          | —      | —       | —      | —       | 28      | 0       |
| النجم الأحمر بلغراد | 2015–16                          | الدوري الصربي لكرة القدم  | 6      | 0       | —      | —       | —          | —          | 2      | 0       | —      | —       | 8       | 0       |
| النجم الأحمر بلغراد | المجموع                          | المجموع                   | 35     | 0       | 0      | 0       | —          | —          | 2      | 0       | —      | —       | 37      | 0       |
| نادي مكابي تل أبيب  | 2015–16                          | الدوري الإسرائيلي الممتاز | 34     | 0       | 3      | 0       | 0          | 0          | 6      | 0       | —      | —       | 43      | 0       |
| نادي مكابي تل أبيب  | 2016–17                          | الدوري الإسرائيلي الممتاز | 35     | 0       | 6      | 0       | 2          | 0          | 14     | 0       | —      | —       | 57      | 0       |
| نادي مكابي تل أبيب  | 2017–18                          | الدوري الإسرائيلي الممتاز | 36     | 0       | 1      | 0       | 5          | 0          | 14     | 0       | —      | —       | 56      | 0       |
| نادي مكابي تل أبيب  | 2018–19                          | الدوري الإسرائيلي الممتاز | 31     | 0       | 0      | 0       | 1          | 0          | 7      | 0       | 1      | 0       | 40      | 0       |
| نادي مكابي تل أبيب  | المجموع                          | المجموع                   | 136    | 0       | 10     | 0       | 8          | 0          | 41     | 0       | 1      | 0       | 196     | 0       |
| الإجمالي            | الإجمالي                         | الإجمالي                  | 175    | 0       | 10     | 0       | 8          | 0          | 43     | 0       | 1      | 0       | 237     | 0       |

الملاحظات
1. ↑  الظهور في دوري أبطال أوروبا
2. 1 2 3  الظهور في الدوري الأوروبي
3. ↑  الظهور في كأس السوبر، تصفيات أوروبا

### الإحصاءات الدولية
آخر تحديث 17 نوفمبر 2019.
| صربيا   |           |         |
| العام   | المباريات | الأهداف |
| 2013    | 1         | 0       |
| 2014    | 0         | 0       |
| 2015    | 1         | 0       |
| 2016    | 3         | 0       |
| 2017    | 2         | 0       |
| 2018    | 4         | 0       |
| 2019    | 2         | 0       |
| المجموع | 13        | 0       |

## الإنجازات

### مع الأندية
نادي ياغودينا
- الكأس الصربي: 2012-13

نادي ريد ستار بلغراد
- الدوري الصربي: 2013-14

نادي مكابي تل أبيب
- الدوري الإسرائيلي الممتاز: 2018-19
- كأس توتو: 2017-18[29] 2018-19

### الإنجازات الدولية
صربيا
- بطولة أوروبا تحت 19 سنة لكرة القدم: 2013
- كأس العالم تحت 20 سنة لكرة القدم: 2015

### الإنجازات الفردية
- أفضل رياضي شاب من صربيا: 2013
- بطولة أوروبا تحت 19 سنة لكرة القدم (فريق البطولة): 2013
- كأس العالم تحت 20 سنة لكرة القدم: 2015
- الدوري الصربي (فريق الموسم): 2014-15

## روابط خارجية
- بريدراغ رايكوفيتش على موقع الاتحاد الدولي (مؤرشف)  (الإنجليزية)
- بريدراغ رايكوفيتش على موقع الاتحاد الأوربي (الإنجليزية)
- بريدراغ رايكوفيتش على موقع قاعدة بيانات كرة القدم.إي يو (الإنجليزية)
- بريدراغ رايكوفيتش على موقع ليكيب (الفرنسية)
- بريدراغ رايكوفيتش على موقع ناشيونال فوتبول تيمز (الإنجليزية)
- بريدراغ رايكوفيتش على موقع Soccerbase.com (لاعب) (الإنجليزية)
- بريدراغ رايكوفيتش على موقع Soccerway.com (الإنجليزية)
- بريدراغ رايكوفيتش على موقع عالم كرة القدم.نت (الإنجليزية)
- بريدراغ رايكوفيتش على موقع AS.com (الإسبانية)
- Predrag Rajković stats at utakmica.rs باللغة الصربية
- بريدراغ رايكوفيتش على Soccerbase